# Daouda Jabi
Daouda Jabi (* 10. April 1981 in Pelundo, Guinea-Bissau) ist ein ehemaliger guineischer Fußballspieler. 

## Karriere

### Verein
Der 1,80 Meter große rechte Abwehrspieler begann seine Karriere in der Jugend des französischen Vereins VEF Pacy. Seine ersten Ligaspielen bestritt er in der Saison 1998/99 bei USL Dunkerque, bei welchem er für zwei Jahre unter Vertrag stand. In seinem ersten Jahr absolvierte er sieben torlose Ligaspiele. In seiner zweiten und letzten Saison bestritt er bereits 30 Ligaspiele und schoss dabei zwei Tore. 
Seine nächste Station war der Verein RC Lens, bei welchem er zunächst für zwei Spielzeiten in der B-Mannschaft und insgesamt 60 Spiele absolvierte (vier Tore). Erst in der Saison 2001/02 kam er zweimal für die Profis zum Einsatz, wurde dort allerdings nie zu einem festen Bestandteil der ersten Elf. In der Saison 2002/03 kam Jabi auf 16 Ligaspiele, in der Saison 2003/04 auf 19 und in seiner letzten Saison folgten nochmals drei weitere Ligaeinsätze. Für die Spielzeit 2004/05 spielte er wieder überwiegend für die B-Mannschaft.
Zur Saison 2005/06 wechselte Jabi zum Ligakonkurrenten AC Ajaccio, bei welchem er in dieser Spielzeit 31 torlose Ligaspiele bestritt. Anschließend ging er sechs Monate zu Grenoble Foot 38, kam dort aber zu keinem Pflichtspieleinsatz. Seine nächste Station war der türkische Verein Kayseri Erciyesspor, bei welchem er 10 Ligaspiele absolvierte und einmal ins Tor treffen konnte. In seiner letzten Saison unterzeichnete er einen Vertrag bei Trabzonspor, bei welchem er zehn torlose Ligaspiele bestritt. Anschließend beendete er seine aktive Karriere.

### Nationalmannschaft
Von 2004 bis 2008 lief Jabi 24-mal für die guineische A-Nationalmannschaft auf und erzielte dabei einen Treffer.